# 1886 Lowell
Az 1886 Lowell (ideiglenes jelöléssel 1949 MP) a Naprendszer kisbolygóövében található aszteroida. Henry Lee Giclas fedezte fel 1949. június 21-én.